# ČFK Kickers
Český footballistický kroužek Kickers of kortweg ČFK Kickers was een  Tsjechische voetbalclub uit Praag.
De club werd in 1893 als Český footballistický kroužek Akademického gymnasia opgericht en geldt als een van de oudste Tsjechische voetbalclubs. De club bestond uit studenten van de Academie van Praag. In het voorjaar van 1896 won ČFK Kickers het eerste onofficiële Boheemse voetbalkampioenschap. In de finale won de club van SK Slavia Praag. In 1897 werd het de studenten van de academie verboden om nog te voetballen en stapten de meesten over naar Český Sculling Cercle. Hiermee hield de club op te bestaan.